# Дорогичин (Білорусь)
Дорогичин (Дрогичин, біл. Драгічын) — місто в Білорусі, центр Дорогичинського району Берестейської області.

## Географія
Розташований за 110 км на схід від Берестя, на шляху на Берестя — Пинськ. Лежить на Загородді на заході Полісся.

### Клімат
Клімат у населеному пункті вологий континентальний («Dfb» за класифікацією кліматів Кеппена). Опадів 600 мм на рік. Найменша кількість опадів спостерігається в лютому й сягає у середньому 29 мм. Найбільша кількість опадів випадає в червні — близько 78 мм. Різниця в опадах між сухими та вологими місяцями становить 49 мм. Пересічна температура січня — -5,3 °C, липня — 18,1 °C. Річна амплітуда температур становить 23,4 °C.
| Клімат                            | Клімат | Клімат | Клімат | Клімат | Клімат | Клімат | Клімат | Клімат | Клімат | Клімат | Клімат | Клімат | Клімат |
| Показник                          | Січ.   | Лют.   | Бер.   | Квіт.  | Трав.  | Черв.  | Лип.   | Серп.  | Вер.   | Жовт.  | Лист.  | Груд.  | Рік    |
| Середній максимум, °C             | −2,3   | −1     | 3,9    | 12,4   | 19,1   | 22,4   | 23,6   | 23,0   | 18,1   | 11,9   | 4,8    | 0,0    | 11,3   |
| Середня температура, °C           | −5,3   | −4,2   | 0,2    | 7,5    | 13,5   | 16,9   | 18,1   | 17,5   | 13,1   | 7,9    | 2,3    | −2,5   | 7,1    |
| Середній мінімум, °C              | −8,2   | −7,3   | −3,5   | 2,7    | 7,9    | 11,4   | 12,7   | 12,0   | 8,2    | 3,9    | −0,1   | −4,9   | 2,9    |
| Норма опадів, мм                  | 37     | 29     | 31     | 41     | 57     | 78     | 78     | 64     | 56     | 44     | 42     | 43     | 600    |
| --------------------------------- | ------ | ------ | ------ | ------ | ------ | ------ | ------ | ------ | ------ | ------ | ------ | ------ | ------ |
| Джерело: Climate-Data.org (англ.) |        |        |        |        |        |        |        |        |        |        |        |        |        |

## Історія
Вперше згадується 1452 року як поселення Довечоровичі в Пінському князівстві, що належало королеві Боні Сфорца. 1566 року увійшов до складу Пінського повіту. Сучасна назва — з 1623 року. З 1623 року Довечоровичі отримали право містечка у складі Великого князівства Литовського. У джерелах 1655 року містечко вперше називається Дорогичин. У XVII столітті вживалися дві офіційних назви: Дорогичин і Довечоровичі.
Згідно з переписом 1778 року Дорогичин вважався містом, центром якого була прямокутна торгова площа з дерев'яною ратушею з металевим куполом і гербом міста, біля якої стояла дерев'яна корчма з торговими рядами та баштоподібною брамою. Від площі в радіальних напрямках розходилися вулиці Перковічська, Пінська і Хомська, уздовж яких і концентрувалися будівлі (всі будівлі були дерев'яними). До складу Дорогичина входили передмістя Зарічка і Старосілля.
У 1778 році у місті з сільськими передмістями Старосіллям і Зарічкою налічувалося 785 жителів, з них християн — 69 %, євреїв — 31 %. З 1795 року Дорогичин в складі Російської імперії. У часи входження до Російської імперії належав до Кобринського повіту Гродненської губернії. З 1897 року — 2258 жителів, 280 дворів, церковно-парафіяльна школа, двокласне народне училище, сільська лікарня.
У 1905 році в Дорогичині з передмістями проживало близько 3609 мешканців. Основне заняття — сільське господарство, торгівля, ремесло. Напередодні першої світової війни в Дорогичині працювали 2 маслоробні, завод очищення крейди, фабрика солом'яних капелюхів, 7 млинів, на яких працювало 36 робітників. Крупніше підприємство — фабрика солом'яних капелюхів: у 1914 році там працювало 12 робітників, випущено продукції на 8000 рублів.
З вересня 1915 по 1918 Дорогичин був зайнятий військами кайзерівської Німеччини. У 1918—1919 роках входив до складу УНР. У 1919 році захоплений поляками. У часи перебування у міжвоєнній Польщі був центром Дорогичинського повіту Поліського воєводства. Близько 4 тис. жителів. Після приєднання в 1939 році до БРСР в Пінській області. З 25 червня 1941 року по 17 липня 1944 місто було окуповане німецько-нацистськими військами, після сорокаденної оборони радянськими військами Дніпровсько-Бузького каналу. У 1954 Дорогичин включено до складу Берестейської області. З 1967 року він отримав статус міста.
У 1990-ті роки в Дорогичині до заборони білоруської владою діяв осередок українського товариства «Просвіта».

## Населення
- XVIII століття: 1778 — 416 осіб
- XIX століття: 1830 — 341 чол., з них шляхти 5, духовного стану 11, міщан-юдеїв 268, міщан-християн і селян 57[5]; 1849 — 167 чол.; 1878 — 1476 осіб (702 чол. і 774 жін.), у тому числі 176 християн і 1300 юдеїв[6]; 1892 — 3475 чол.[7]; 1897 — 2258 чол.
- XX століття: 1921 — 1987 чол.; 1959 — 3,5 тис. чол.; 1971 — 7,1 тис. чол.; 1991 — 14,6 тис. чол.[8]; 1993 — 15 тис. чол.[9]
- XXI століття: 2006 — 13 400;

За переписом населення Білорусі 2009 року чисельність населення міста становила 14 744 особи.

### Національність
Розподіл населення за рідною національністю за даними перепису 2009 року:
| Національність               | Осіб  | Відсоток |
| ---------------------------- | ----- | -------- |
| білоруси                     | 14078 | 95,48 %  |
| росіяни                      | 436   | 2,96 %   |
| українці                     | 160   | 1,09 %   |
| поляки                       | 20    | 0,14 %   |
| національність не вказана    | 18    | 0,12 %   |
| цигани                       | 8     | 0,05 %   |
| татари                       | 6     | 0,04 %   |
| азербайджанці                | 3     | 0,02 %   |
| вірмени                      | 2     | 0,01 %   |
| молдовани                    | 2     | 0,01 %   |
| дві та більше національності | 2     | 0,01 %   |
| євреї                        | 1     | 0,01 %   |
| литовці                      | 1     | 0,01 %   |
| німці                        | 1     | 0,01 %   |
| грузини                      | 1     | 0,01 %   |
| казахи                       | 1     | 0,01 %   |
| мордва                       | 1     | 0,01 %   |
| марійці                      | 1     | 0,01 %   |
| чеченці                      | 1     | 0,01 %   |
| комі                         | 1     | 0,01 %   |
| Разом                        | 14744 | 100 %    |

## Освіта
У Дорогичині працюють гімназія, 2 середні, музична, дитячо-юнацька спортивна школи, 6 дошкільних закладів, Дорогичинське державне ПТУ № 163 сільськогосподарського виробництва.

## Медицина
Медичні послуги надають лікарня та поліклініка.

## Культура
Діють кінотеатр, будинок культури, будинок творчості дітей та юнацтва, 2 бібліотеки, центр молоді «Спатканьне».

## Засоби масової інформації
Видається районна газета «Драгічынскі веснік».

## Відомі особистості

### Народилися
- Кислицина Ганна Миколаївна (нар. 1967) — білоруський літературознавець.